# Colonna sonora de I Soprano
(Alabama 3, "Woke Up This Morning", sigla della serie)
La colonna sonora de I Soprano (1999-2007), pluripremiata serie televisiva statunitense, durante le 6 stagioni di programmazione, ha nella scelta della musica uno degli elementi di maggior importanza e di riconosciuta caratterizzazione, al punto che è stata definita "un ulteriore personaggio del cast".
La scelta delle musiche (che variano di genere, dal rock progressive alla lirica, dal pop al rap, spaziando anche in diversi decenni) è stata supervisionata dal creatore della serie, lo sceneggiatore David Chase, che si è affidato spesso alla consulenza del musicista Steve Van Zandt, chitarrista della E Street Band di Bruce Springsteen, nonché attore ne I Soprano (nel ruolo di Silvio Dante).

## Sigla
La sigla di apertura de I Soprano è il "Chosen One Remix" della canzone Woke Up This Morning del gruppo britannico Alabama 3.

## Musiche di chiusura degli episodi
Segue l'elenco delle canzoni-musiche di chiusura dei singoli episodi della serie. Il celebre 86º e ultimo episodio Made in America si chiude con i titoli di coda che scorrono senza alcuna musica, nonostante l'intera ultima scena abbia come sottofondo Don't Stop Believin' dei Journey.
Stagione 1
| #  | Episodio                 | canzone                      | Artista                          |
| -- | ------------------------ | ---------------------------- | -------------------------------- |
| 1  | Affari di famiglia       | The Beast in Me              | Nick Lowe                        |
| 2  | Lo sgarro                | Battle Flag                  | Pigeonhed                        |
| 3  | Un rifiuto inaccettabile | Complicated Shadows          | Elvis Costello & the Attractions |
| 4  | Addio Jackie             | Look on Down from the Bridge | Mazzy Star                       |
| 5  | Un conto da saldare      | Gold Leaves                  | Michael Hoppé                    |
| 6  | Confessioni              | Paparazzi (vers. strum.)     | Xzibit                           |
| 7  | Padri e figli            | White Rabbit                 | Jefferson Airplane               |
| 8  | La crisi di Christopher  | Frank Sinatra                | Cake                             |
| 9  | L'avvertimento           | Buena                        | Morphine                         |
| 10 | Urla nella notte         | Defile You                   | Defiler                          |
| 11 | La spia                  | Manifold de Amour            | Latin Playboys                   |
| 12 | L'attentato              | I Feel Free                  | Cream                            |
| 13 | Un'inquietante scoperta  | State Trooper                | Bruce Springsteen                |

Stagione 2
| #  | Episodio                    | canzone                                                                                                | Artista                      |
| -- | --------------------------- | --- | ---------------------------- |
| 14 | Riunione di famiglia        | It was a very good year (apertura) Time is on my side (chiusura)                                       | Frank Sinatra Irma Thomas    |
| 15 | La scarcerazione            | Goodnight My Love                                                                                      | Ella Fitzgerald              |
| 16 | Il ritorno di Richie Aprile | Viking                                                                                                 | Los Lobos                    |
| 17 | Viaggio a Napoli            | Con te partirò                                                                                         | Andrea Bocelli               |
| 17 | Viaggio a Napoli            | Piove                                                                                                  | Jovanotti                    |
| 18 | I sogni son desideri        | White Mustang II                                                                                       | Daniel Lanois                |
| 19 | Giocatori accaniti          | The Happy Wanderer                                                                                     | Frankie Yankovic & His Yanks |
| 20 | Rabbia e rimorso            | Vedi, Maria                                                                                            | Emma Shapplin                |
| 21 | L'agguato                   | nessuno: l'episodio si chiude con il rumore di un ventilatore e dell'elettrocardiogramma in sottofondo | /                            |
| 22 | Incubi d'inferno            | My Lover's Prayer                                                                                      | Otis Redding                 |
| 23 | Passione incontrollabile    | Wheel in the Sky                                                                                       | Journey                      |
| 24 | Cocaina                     | You Can't Put Your Arms Around a Memory                                                                | Johnny Thunders              |
| 25 | Amore e pallottole          | I Saved the World Today                                                                                | Eurythmics                   |
| 26 | L'ultima tequila            | Thru and Thru                                                                                          | The Rolling Stones           |

Stagione 3
| #  | Episodio              | canzone                            | Artista                                   |
| -- | --------------------- | ---------------------------------- | ----------------------------------------- |
| 27 | Sotto controllo       | High Fidelity                      | Elvis Costello & the Attractions          |
| 28 | Addio Donna Livia     | I'm Forever Blowing Bubbles        | Les Paul                                  |
| 29 | Uomo d'onore          | Where's the Money?                 | Dan Hicks                                 |
| 30 | Stupro                | Fisherman's Daughter               | Daniel Lanois                             |
| 31 | Terapia di coppia     | Shuck Dub                          | R. L. Burnside                            |
| 32 | Il gladiatore         | Living on a Thin Line              | The Kinks                                 |
| 33 | Problemi di famiglia  | Black Books                        | Nils Lofgren                              |
| 34 | La promozione         | The Captain                        | Kasey Chambers                            |
| 35 | Piccoli boss crescono | I (Who Have Nothing)               | Ben E. King                               |
| 36 | Ombre dal passato     | I've Got a Feeling                 | The Campbell Brothers feat. Katie Jackson |
| 37 | Caccia al russo       | Sposa son disprezzata (da Bajazet) | Cecilia Bartoli                           |
| 38 | Relazioni pericolose  | Affection                          | Little Steven and the Lost Boys           |
| 39 | Regole militari       | Blur                               | Aphex Twin                                |

Stagione 4
| #  | Episodio                  | canzone                    | Artista                                                  |
| -- | ------------------------- | -------------------------- | -------------------------------------------------------- |
| 40 | Debiti pubblici e privati | World Destruction          | Afrika Bambaataa                                         |
| 41 | Meadow figlia ribelle     | Kid A                      | Radiohead                                                |
| 42 | Orgoglio italiano         | Dawn (Go Away)             | Frankie Valli and the Four Seasons                       |
| 43 | L'offesa                  | Vesuvio                    | Spaccanapoli                                             |
| 44 | L'informatrice            | My Rifle, My Pony and Me   | Dean Martin e Ricky Nelson (dal film Un dollaro d'onore) |
| 45 | Sensi di colpa            | Take Me for a Little While | Dave Edmunds                                             |
| 46 | Cinici idealisti          | Oh Girl                    | The Chi-Lites                                            |
| 47 | Donne e cavalli           | When the Battle is Over    | Delaney & Bonnie                                         |
| 48 | Sbagli imperdonabili      | The Man with the Harmonica | Apollo 440                                               |
| 49 | Schiavo dell'eroina       | Drum Score                 | /                                                        |
| 50 | Finale d'analisi          | Surfin' USA                | The Beach Boys                                           |
| 51 | Ritorsioni                | Little Bird                | Annie Lennox                                             |
| 52 | Scene da un matrimonio    | I Love Paris (Vegas)       | Dean Martin                                              |
| 52 | Scene da un matrimonio    | I Have Dreamed             | Fantastic Strings                                        |

Stagione 5
| #  | Episodio                 | canzone                                     | Artista              |
| -- | ------------------------ | ------------------------------------------- | -------------------- |
| 53 | Corteggiamento spietato  | Heaven Only Knows                           | Emmylou Harris       |
| 54 | Il cugino di Tony        | Undercover of the Night                     | The Rolling Stones   |
| 55 | Conflitti nelle famiglie | Earth, Wind, Water                          | Mitch Coodley        |
| 56 | La mossa migliore        | La Petite Mer                               | Thierry 'Titi' Robin |
| 57 | Chiacchiere pericolose   | Chi il bel sogno di Doretta (da La rondine) | Luba Orgonasova      |
| 58 | Rabbia repressa          | The Blues is My Business                    | Etta James           |
| 59 | L'amante                 | Melancholy Serenade                         | Connie Francis       |
| 60 | Festa di compleanno      | Bad 'N' Ruin                                | Faces                |
| 61 | Vita da cantiere         | If I Were a Carpenter                       | Bobby Darin          |
| 62 | Nervi saldi              | I'm Not Like Everybody Else                 | The Kinks            |
| 63 | Sogni angoscianti        | Three Times a Lady                          | Commodores           |
| 64 | Confessioni pericolose   | Wrapped in My Memory                        | Shawn Smith          |
| 65 | Scelta obbligata         | Glad Tidings                                | Van Morrison         |

Stagione 6
| #  | Episodio              | canzone                                 | Artista                                     |
| -- | --------------------- | --------------------------------------- | ------------------------------------------- |
| 66 | Stato confusionale    | Seven Souls                             | Material feat. William S. Burroughs         |
| 67 | Un'altra vita         | When It's Cold I'd Like To Die          | Moby                                        |
| 68 | Un solo capo          | The Deadly Nightshade                   | Daniel Lanois                               |
| 69 | Un'amara verità       | One of These Days                       | Pink Floyd                                  |
| 70 | Matrimonio in catene  | Every Day of the Week                   | The Students                                |
| 71 | Sulla bocca di tutti  | 4th of July                             | X                                           |
| 72 | Hollywood e dintorni  | Recuerdos De La Alhambra                | Pepe Romero                                 |
| 73 | L'offerta immobiliare | I'm Gonna Move to the Outskirts of Town | Ray Charles                                 |
| 74 | Una cicogna in arrivo | Pipeline                                | Johnny Thunders                             |
| 75 | La resa dei conti     | Let It Rock                             | Chuck Berry                                 |
| 76 | Viaggio a Parigi      | Home                                    | Persephone's Bees                           |
| 76 | Viaggio a Parigi      | As Time Goes By                         | Dooley Wilson                               |
| 77 | Giochi pericolosi     | Moonlight Mile                          | The Rolling Stones                          |
| 78 | Il compleanno di Tony | This Magic Moment                       | Ben E. King and The Drifters                |
| 79 | Vuoto di potere       | Evidently Chickentown                   | John Cooper Clarke                          |
| 80 | Viaggio nel passato   | Sing, Sing, Sing                        | Benny Goodman Orchestra                     |
| 81 | Gioco d'azzardo       | Goin' Down Slow                         | Howlin' Wolf                                |
| 82 | Mal d'amore           | The Valley                              | Los Lobos                                   |
| 83 | Veglie funebri        | Minos De Cobre (For Better Metal)       | Calexico                                    |
| 84 | Tentato suicidio      | Ninna Nanna                             | Smithsonian Folkways recording, Pia Calamai |
| 85 | Grido di guerra       | Running Wild (vers. extended)           | Tindersticks                                |
| 86 | Made in America       | Don't Stop Believin'                    | Journey                                     |